# Usulíes

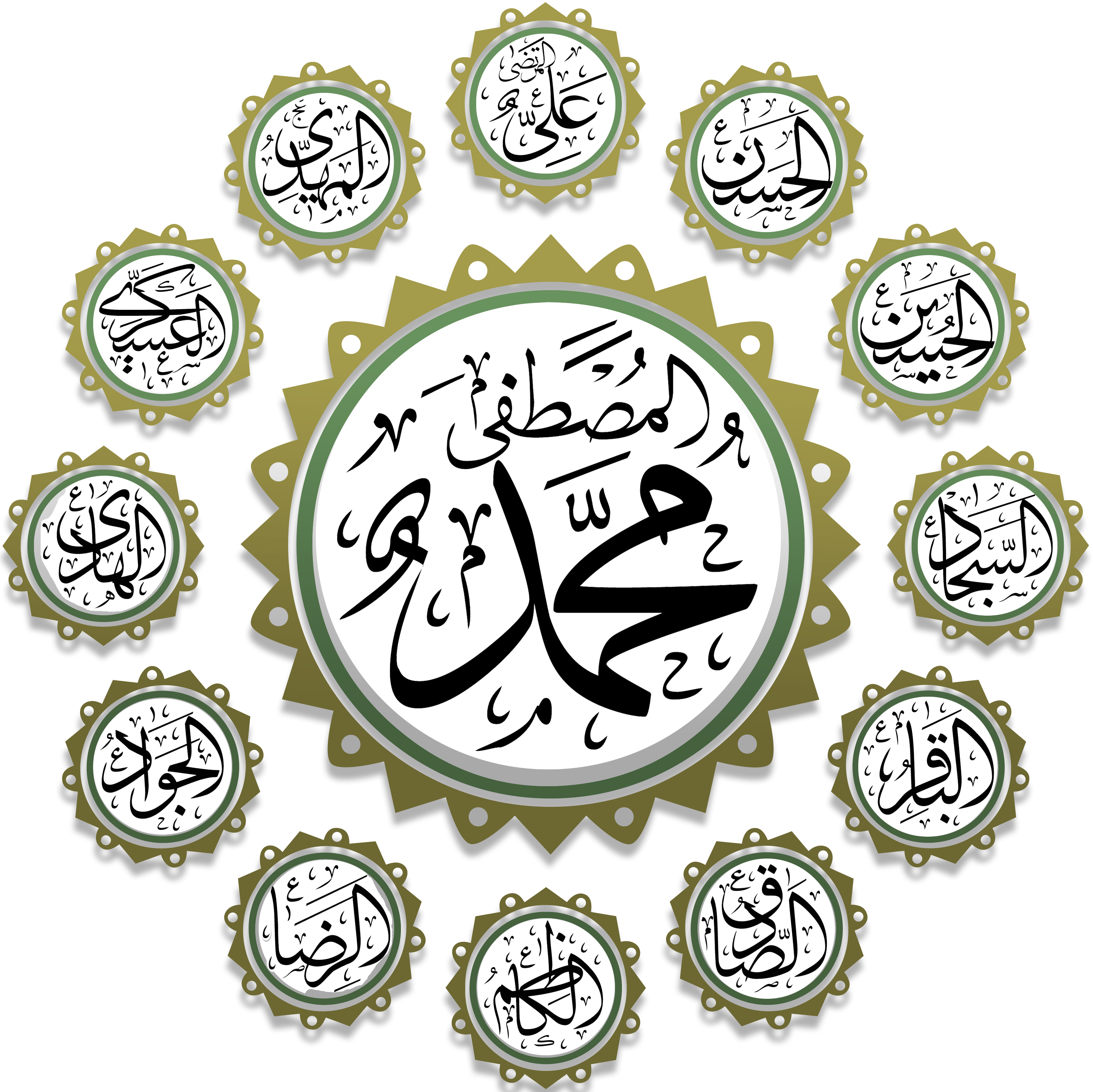
Inscripciones del nombre del Profeta Mahoma junto con los nombres de los doce imanes

Los usulíes (en árabe الاصولية) son el grupo mayoritario dentro de los duodecimanos. Difieren de su rival los ajbaríes en que favorecen el uso del ijtihad, es decir, razonar en la creación de nuevas reglas del fiqh (jurisprudencia islámica); y consideran obligatorio la obediencia a un mujtahid cuando buscan determinar si un comportamiento es islámicamente correcto, y a la hora de derivar normas islámicas de acuerdo a la Sharía.
Desde la práctica desaparición de los ajbaríes a finales del siglo XVIII, la escuela usulí ha sido la escuela dominante y en la actualidad forma una gran mayoría de la denominación duodecimana.

## Principios
Los usulíes creen que las colecciones de hadices contenían narraciones de diversos grados de fiabilidad, y que el análisis crítico era necesario para evaluar su autoridad. En contraste, los ajbaríes creen que las únicas fuentes de la ley son el Corán y el Hadiz, en particular los Cuatro Libros aceptados por los chiitas (Kitab al-kafi, Tahdib Al-Ahkam, Man La Yahduruhu Al-Faqih, Al-Istibsar). todo en estas fuentes es en principio confiable, y fuera de ellas, no había ninguna autoridad competente para promulgar o deducir más reglas legales.

### Usul al-Fiqh
Entre los instrumentos usados por los usulíes para derivar leyes islámicas, se encuentran cuatro ordenados jerárquicamente:
1. El Corán.
2. La Sunna.
3. El 'aql (raciocinio).
4. La Iŷmā (consenso).

Al contrario que los sunitas, los usulíes rechazan el qiyas (inducción analógica) y en su lugar siguen un proceso deductivo llamado 'aql, traducido como raciocinio.

### El taqlid
El taqlid (en árabe: تقليد) es el cumplimiento y la emulación de los dictámenes de un Marya Taqlid vivo en materias relacionadas con la jurisprudencia islámica. El taqlid, sin embargo, no ocurre en las creencias fundamentales de la religión, ya que estas son dadas solamente por Alá y la Ahl ul-Bayt.

## Personas destacadas
- Muhammad Baqir Behbahani